# Prien farkasfalka
A Prien farkasfalka a Kriegsmarine tengeralattjárókból álló második világháborús támadóegysége volt, amely összehangoltan tevékenykedett 1940. június 12. és 1940. június 17. között az Atlanti-óceán északi részén, az Írországtól nyugatra eső vizeken. A farkasfalka az egyik búvárhajó parancsnokáról, Günther Prienről kapta a nevét. A hét tengeralattjáró öt hajót süllyesztett el, ezek összesített vízkiszorítása 40 494 brt volt. A tengeralattjárók nem szenvedtek veszteséget.

## A farkasfalka tengeralattjárói
| A hajó száma | Parancsnoka       | Részvétel kezdete | Részvétel vége   |
| ------------ | ----------------- | ----------------- | ---------------- |
| U–25         | Heinz Beduhn      | 1940. június 12.  | 1940. június 17. |
| U–28         | Günter Kuhnke     | 1940. június 12.  | 1940. június 17. |
| U–30         | Fritz-Julius Lemp | 1940. június 15.  | 1940. június 17. |
| U–32         | Hans Jenisch      | 1940. június 12.  | 1940. június 17. |
| U–38         | Heinrich Liebe    | 1940. június 12.  | 1940. június 17. |
| U–47         | Günther Prien     | 1940. június 12.  | 1940. június 17. |
| U–51         | Dietrich Knorr    | 1940. június 12.  | 1940. június 17. |

## Elsüllyesztett hajók
| Dátum            | A búvárhajó száma | A hajó neve    | Nemzetisége        | Vízkiszorítása | Konvoj |
| ---------------- | ----------------- | -------------- | ------------------ | -------------- | ------ |
| 1940. június 13. | U–25              | HMS Scotstoun* | Egyesült Királyság | 17 046         |        |
| 1940. június 14. | U–47              | Balmoralwood   | Egyesült Királyság | 5834           | HX–47  |
| 1940. június 14. | U–38              | Mount Myrto    | Görögország        | 5403           |        |
| 1940. június 15. | U–38              | Erik Boye      | Kanada             | 2238           | HX–47  |
| 1940. június 15. | U–38              | Italia         | Norvégia           | 9973           | HX–47  |

* Hadihajó